# A115 (Frankrijk)
De Autoroute 115 (A115) is een Franse autosnelweg in de regio Île-de-France. De weg is 13 km lang en is vanaf de snelweg alleen te benaderen met de A15 nabij Franconville ten noordwesten van Parijs. De weg eindigt met een aansluiting op de N184 bij Méry-sur-Oise.